# Daïra d'El Kantara
Pour les articles homonymes, voir El Kantara.
La Daïra d'El Kantara est une daïra de la wilaya de Biskra. Son chef-lieu est la commune éponyme d'El Kantara.

## Localisation
La daïra est située au nord de la wilaya de Biskra.

## Communes de la daïra
La daïra est composée de deux communes : El Kantara et Ain Zaatout.